# 群馬県総合スポーツセンター
群馬県総合スポーツセンター（ぐんまけんそうごうスポーツセンター）は、群馬県前橋市関根町にある屋内競技施設群。

## 概要
同施設は1981年（昭和56年）に群馬県総合体育センターとして開設。あかぎ国体の会場として使用された。1996年（平成8年）11月のぐんまアリーナ・ふれあいグラウンド完成以降、現在の名称になった。
2001年（平成13年）4月にぐんま武道館が開館、2002年（平成14年）7月にはぐんま武道館弓道場が開館した。
敷地面積は約219,000平方メートル、延床面積は約50,000平方メートル、建築面積は約35,000平方メートルである。
2010年（平成22年）11月1日よりぐんまアリーナの命名権をALSOK群馬株式会社（綜合警備保障の直轄グループ会社）が年700万円で取得し、ぐんまアリーナの愛称を「ALSOKぐんまアリーナ」（アルソックぐんまアリーナ）とした。2015年（平成27年）11月1日より群馬県総合スポーツセンター及び７施設の命名権を群馬綜合ガードシステムが年1000万円で取得し、群馬県総合スポーツセンターの愛称を「ALSOKぐんま総合スポーツセンター」（アルソックぐんまそうごうスポーツセンター）とした。

### 施設一覧
- 本館

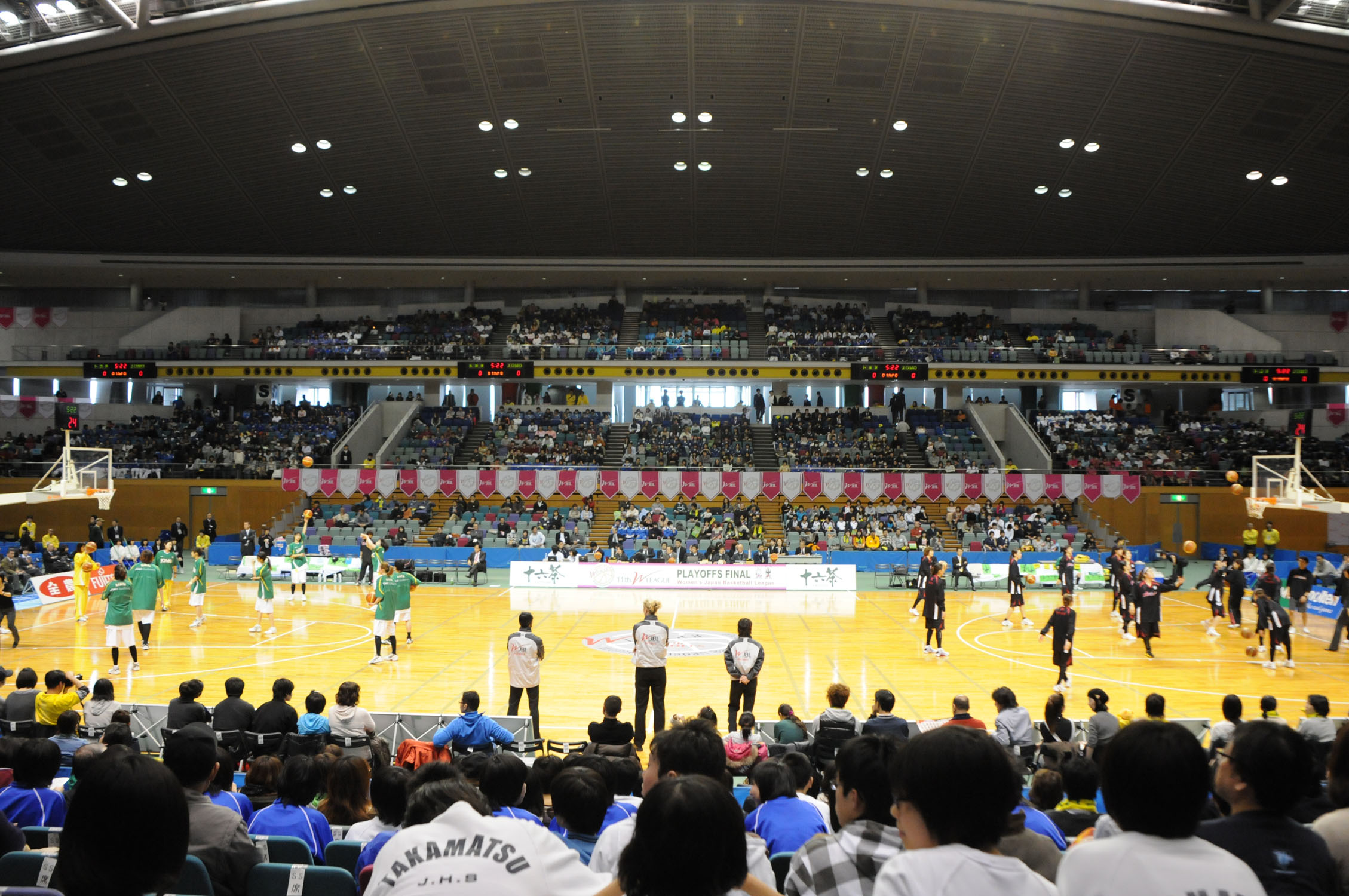
2010年2月27日、WJBLプレーオフファイナル、JOMO対トヨタ

  - 鉄筋コンクリート造3階建延床面積4,604m2、管理事務室、図書資料室、特別会議室、展示室、スポーツルーム、研修室、問診室、検査室他
- 宿泊棟
- ぐんまアリーナ（愛称「ALSOKぐんまアリーナ」）[1][3][4]
  - アリーナ面積3,664m2、固定席3,225席・移動席2,208席
- サブアリーナ（愛称「ALSOKぐんまサブアリーナ」）[4]
  - アリーナ面積1,512m2
- アイスアリーナ（愛称「ALSOKぐんまアイスアリーナ」）[4]
  - 延床面積5,387m2、観覧席2,132席
- ぐんま武道館（愛称「ALSOKぐんま武道館」）[4]
  - 大道場　1,470.3m2、固定席1,410席、第一道場　1,194.8m2、第二道場　717.0m2、第三道場　593.7m2
- ぐんま武道館弓道場（愛称「ALSOKぐんま武道館弓道場」）[4]
  - 近的射場12人、遠的射場6人
- テニスコート（愛称「ALSOKぐんまテニスコート」）[4]
  - 砂入り人工芝コート16面、クラブハウス

## 群馬県総合スポーツセンター伊香保リンク

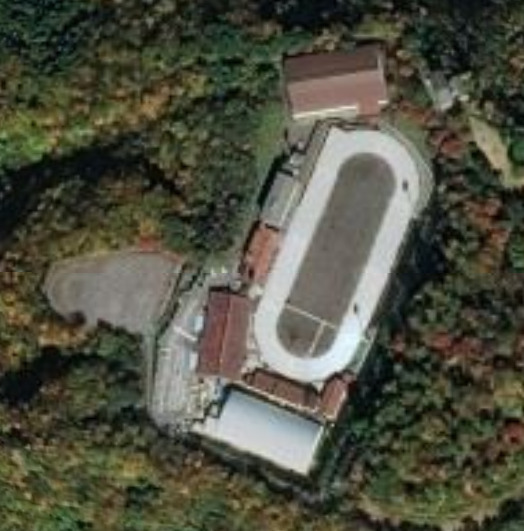

群馬県総合スポーツセンター伊香保リンクは、渋川市伊香保町にあるスケートリンク。1967年（昭和42年）に「伊香保ハイランドスケートセンター」として開設された。

1993年（平成5年）には、世界スプリントスピードスケート選手権大会が開催された。

その後経営困難により1999年3月末で施設が閉鎖。同年8月に県に移管され、現在の施設名となった。
2020年、群馬県が保有する公共施設の見直しが検討される中、伊香保リンクの存廃も俎上にあがった。見直しの検討の中間報告では、伊香保スケートは競技力向上に必要だとしつつも、2018年度で約1億4000万円の赤字であることを指摘、「今後の収支が改善されなければ廃止も含めて検討」とする扱いとなった。

### 施設
- 屋外リンク - 400mトラック。開業期間は11月1日～翌年2月末日。
- 屋内第1リンク - 58m×28mのリンク。開業期間は9月1日～翌年3月31日。
- 屋内第2リンク - 58m×28mのリンク。強化選手専用リンクであるため開業期間は県知事の承認を得て別に定める期間となっている[7]。
- リンクハウス

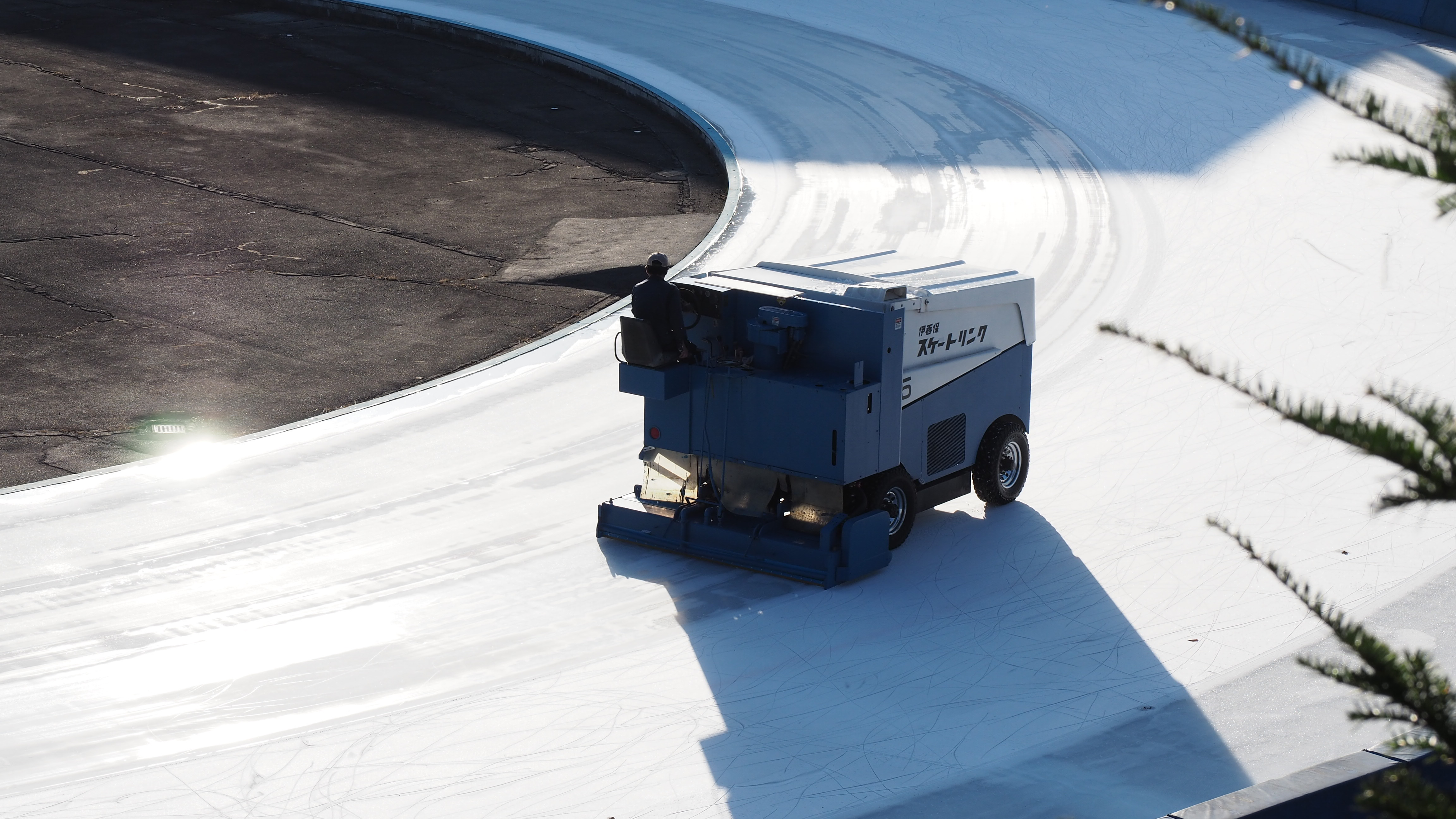
整氷作業のようす